# 13185 Agasthenes
13185 Agasthenes (1996 TH52) là một thiên thể Troia của Sao Mộc được phát hiện ngày 5 tháng 10 năm 1996 bởi E. W. Elst ở the European Southern Observatory.